# Gonarthrus
Gonarthrus är ett släkte av tvåvingar. Gonarthrus ingår i familjen svävflugor.

## Dottertaxa tillGonarthrus, i alfabetisk ordning[1]
- Gonarthrus chioleucus
- Gonarthrus chioneus
- Gonarthrus chloroxanthus
- Gonarthrus citrinus
- Gonarthrus clavirostris
- Gonarthrus culiciformis
- Gonarthrus cycnus
- Gonarthrus cylindricus
- Gonarthrus hirtus
- Gonarthrus irvingi
- Gonarthrus kalaharicus
- Gonarthrus labiosus
- Gonarthrus leucomelas
- Gonarthrus longibarbus
- Gonarthrus longipennis
- Gonarthrus mimus
- Gonarthrus monticola
- Gonarthrus mutabilis
- Gonarthrus namaensis
- Gonarthrus natalensis
- Gonarthrus nivalis
- Gonarthrus phileremus
- Gonarthrus rhodesiensis
- Gonarthrus subtropicalis
- Gonarthrus tenuirostris
- Gonarthrus turneri
- Gonarthrus versfeldi
- Gonarthrus willowmorensis
- Gonarthrus vumbuensis
- Gonarthrus xanthinus
- Gonarthrus xantholeucus